# Slavko Vinčić
Slavko Vinčić, slovenski nogometni sodnik, * 25. november 1979, Maribor.
Vinčić je od leta 2010 mednarodni sodnik z licenco FIFA. Prvič je na velikem tekmovanju sodil kot pomočnik Damirja Skomine na Evropskem prvenstvu 2012, kot glavni sodnik pa na Evropskem prvenstvu 2021, kjer je sodil dve tekmi skupinskega dela in eno četrtfinalno tekmo. Leta 2022 je sodil finale Lige Evropa med Eintrachtom Frankfurt in Rangers F.C. ter tudi prvič na svetovnem prvenstvu, kjer je sodil dve tekmi skupinskega dela. 1. junija 2024 je kot drugi slovenski sodnik sodil finale Lige prvakov na stadionu Wembley v Londonu med Realom Madrid in Borussio Dortmund.
Maja 2020 je bil aretiran ob policijski raciji proti prostituciji in nedovoljenim drogam v Bosni in Hercegovini, toda kasneje je bil zaslišan kot priča in izpuščen.